# Uleoporthe
Uleoporthe — рід грибів. Назва вперше опублікована 1941 року.

## Класифікація
До роду Uleoporthe відносять 1 вид:
- Uleoporthe orbiculata